# Susan Wokoma
Susan Wokoma, född 31 december 1987 i London, är en brittisk skådespelare.
Wokoma har bland annat medverkat i filmerna Enola Holmes, Enola Holmes 2 och The Beautiful Game.

## Filmografi (i urval)
- 2020 – Enola Holmes
- 2022 – Enola Holmes 2
- 2024 – The Beautiful Game